# Osiedle Krzyżna Góra (Kłodzko)

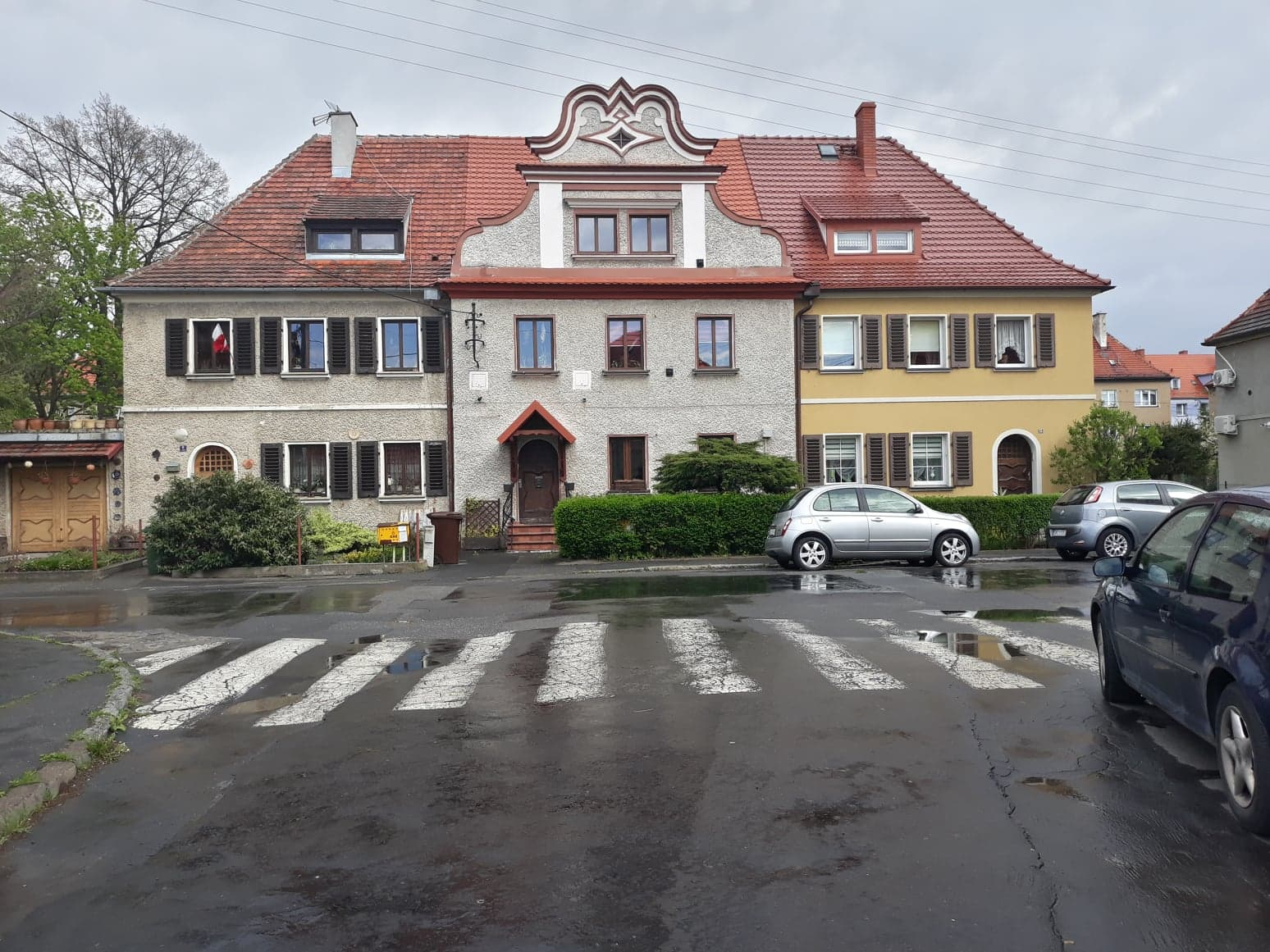
Zabytkowe domy przy ul. Przerwy-Tetmajera 11–15, wybudowane w 1923 roku

Osiedle Krzyżna Góra (znane także jako osiedle Ptasie lub osiedle Jaskółcza Góra) – osiedle Kłodzka, położone w południowo-wschodniej części miasta, na prawym brzegu Nysy Kłodzkiej. Zasadniczo składa się ono z osiedla domków wielorodzinnych powstałego wokół Krzyżnej Góry w okresie dwudziestolecia międzywojennego.

## Geografia

### Położenie geograficzne
Osiedle Krzyżna Góra leży w południowo-wschodniej części Kłodzka. Na północy graniczy z Przedmieściem Nyskim (Wygonem). Na zachodzie poprzez rzekę sąsiaduje ono z osiedlem im. Gustawa Morcinka, na południu z historycznym przedmieściem Nowy Świat, zaś na wschodzie z Jaszkową Dolną – wioską znajdującą się na terenie gminy wiejskiej Kłodzko. Od centrum miasta osiedle oddalone jest o około 1,5 km na południowy wschód.

### Warunki naturalne
Osiedle znajduje się w Kotlinie Kłodzkiej w Sudetach Środkowych. Położone jest u ujścia potoku Jaszkówki do Nysy Kłodzkiej, na wysokości ok. 295–305 m n.p.m. wokół szczytu o nazwie Krzyżna Góra, liczącego 327 m n.p.m., stanowiącego najwyższe wzniesienie w tym rejonie Kłodzka. Od reszty miasta oddzielone jest na północny wschód poprzez wzniesienie noszące nieoficjalnie nazwę Ptasiej Góry (niem. Puhuberg), mierzące 324 m n.p.m.

## Historia
Teren dzisiejszego osiedla nie był zamieszkiwany, a w okresie średniowiecza był porośnięty lasami. W połowie XVIII wieku w pobliżu południowo-wschodniego zbocza wzniesienia Krzyżna Góra nad potokiem Jaszkówka zostało przeniesione przedmieście Nowy Świat. Związane to było z decyzją króla Prus Fryderyka II Wielkiego Hohenzollerna. Postanowił on rozbudować twierdzę na Górze Zamkowej, a co za tym idzie, przesiedlić mieszkańców najbliżej położonych przedmieść przyszłej fortyfikacji, w odleglejsze rejony współczesnego Starego Miasta.

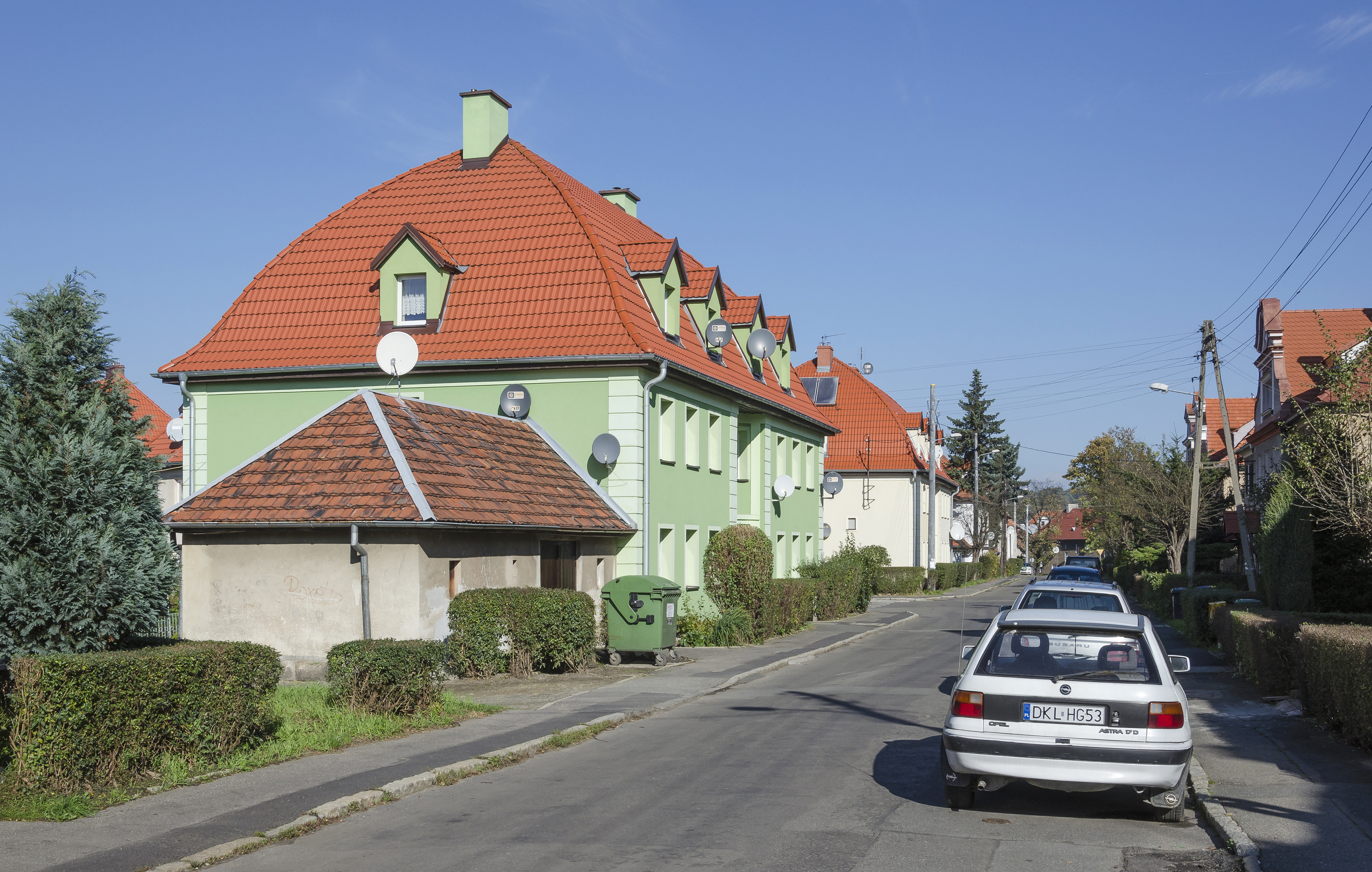
Zabudowania ulicy Tetmajera z lat 20. XX wieku, zaliczane do zabytkowych

Znaczący rozwój tego obszaru nastąpił po zakończeniu I wojny światowej. Postępujący wzrost liczby ludności spowodował konieczność rozbudowy miasta, która postępowała w kierunku południowym i zachodnim. Na początku lat 20. XX wieku władze miasta rozpoczęły budowę w tym miejscu osiedla domów wielorodzinnych wokół Krzyżnej Góry.
Po przejęciu ziemi kłodzkiej przez Polskę w 1945 roku osiedle z okresu dwudziestolecia międzywojennego określano początkowo jako Krzyżowa Góra, a następnie Krzyżna Góra. W użyciu były również nazwy: osiedle Jaskółcza Góra lub Ptasia Góra, które wywodziły się od nazw tutejszych ulic. W ciągu kolejnych dziesięcioleci nastąpiła rozbudowa osiedla wokół Krzyżnej Góry o nowe domy jednorodzinne, pojawiły się też bloki mieszkalne z wielkie płyty.

## Administracja

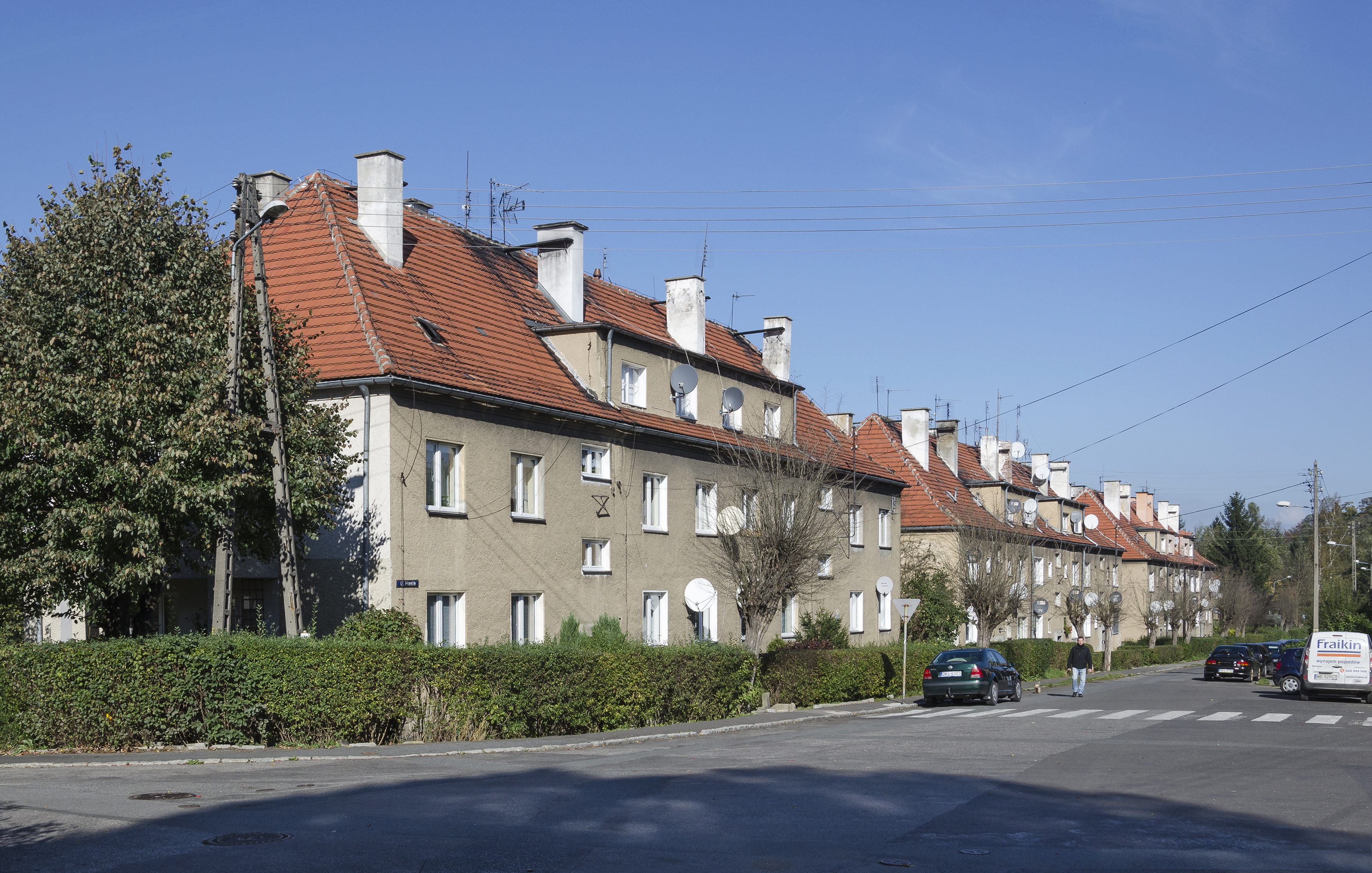
Fragment ulicy Ptasiej z zabudowaniami z okresu dwudziestolecia międzywojennego

Obszar obecnego osiedla od zawsze dzielił losy polityczno-administracyjne z Kłodzkiem, zostając do niego oficjalnie włączony w XIX wieku. Po zakończeniu II wojny światowej znalazł się w granicach Polski. Wszedł jako część Kłodzka w skład województwa wrocławskiego, powiatu kłodzkiego.
Na terenie Kłodzka nie występują pomocnicze jednostki administracyjne, takie jak: osiedla, czy dzielnice, dlatego też o większości spraw decyduje samorząd miejski, którego siedziba znajduje się przy pl. Bolesława Chrobrego, na Starym Mieście. Mieszkańcy wybierają do Rady Miasta sześciu radnych co 5 lat (do 2018 roku kadencja wynosiła 4 lata), tworząc okręg wyborczy nr 1, wraz z całą wschodnią częścią miasta, położoną na prawym brzegu Nysy Kłodzkiej.

## Edukacja i kultura
Osiedle Krzyżna Góra nie posiada własnych placówek oświatowych. Dzieci w wieku 7–15 lat z terenu osiedla kształcą się w Szkole Podstawowej nr 7 im. Tadeusza Kościuszki, mieszczącej się na pobliskim osiedlu im. Sienkiewicza. Młodzież po ukończeniu szkoły podstawowej w zdecydowanej większości kontynuuje dalsze kształcenie w szkołach średnich położonych w centrum miasta.

## Religia
Większość mieszkańców osiedla stanowią wyznawcy Kościoła rzymskokatolickiego. Przynależą oni do parafia Matki Bożej Różańcowej, której siedziba znajduje się na Piasku w Kłodzku przy pl. Franciszkańskim. Została ona utworzona w 1972 roku, z wydzielenia z parafii Wniebowzięcia NMP. Parafia ta wchodzi w skład dekanatu kłodzkiego diecezji świdnickiej.

## Architektura i urbanistyka

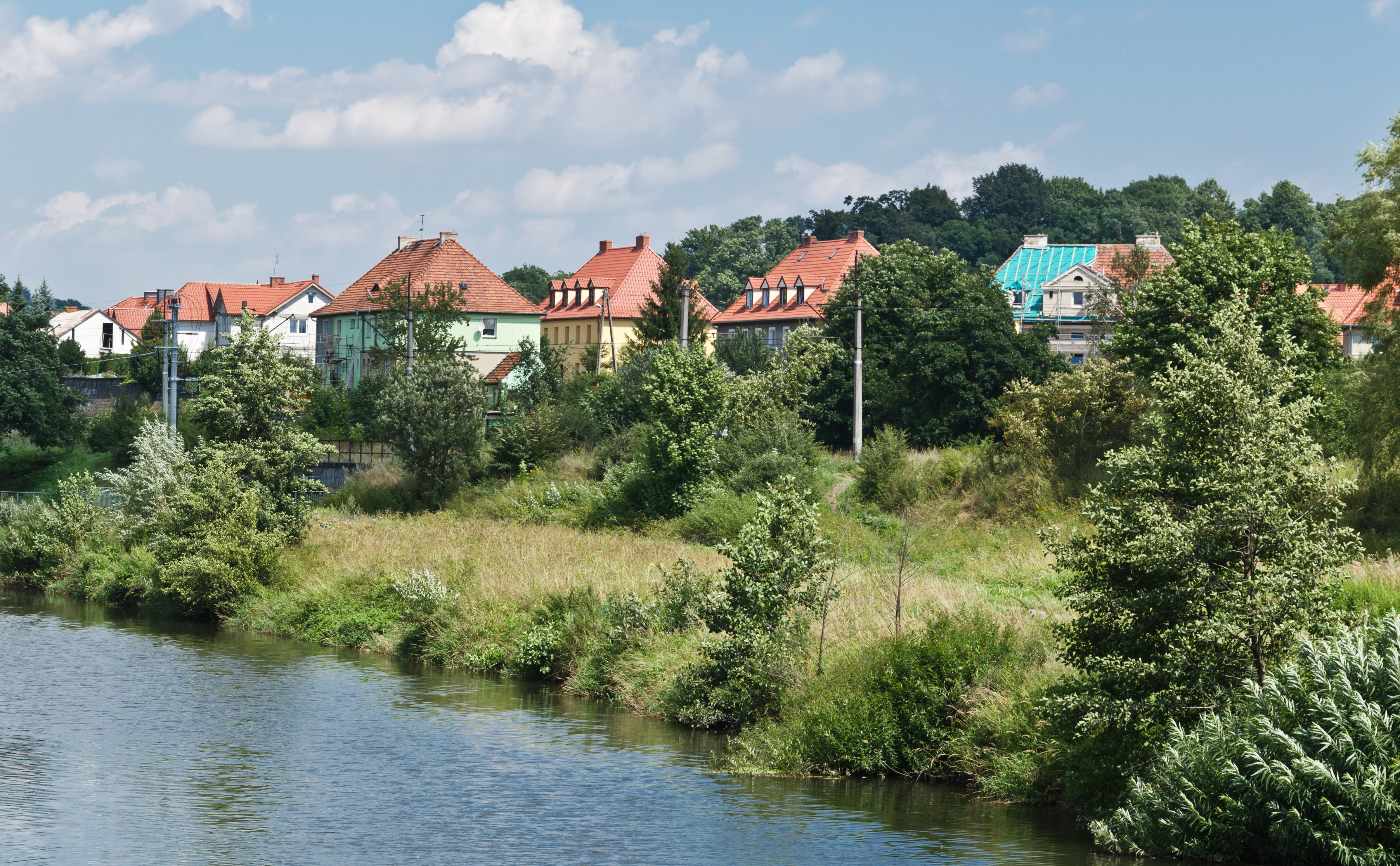
Widok na osiedle Krzyżna Góra od strony Nysy Kłodzkiej

Dominującą zabudową na terenie osiedla Krzyżna Góra są domy wielorodzinne, z reguły piętrowe, dwukondygnacyjne z poddaszem, powstałe w okresie dwudziestolecia międzywojennego, w modnym wówczas stylu funkcjonalizmu. Uzupełnione one zostały przez współczesne domy jednorodzinne powstałe w kolejnych latach za czasów polskiej administracji. W latach 70. XX wieku we wschodniej części osiedla przy ulicy Myśliwskiej powstał pierwszy blok mieszkalny wykonany z wielkiej płyty. Współcześnie obszar osiedla położony we wschodniej części ulicy Wyspiańskiego przeznaczony jest pod budowę apartamentowców, z których pierwsze powstały na początku XXI wieku.
Mimo że osiedle posiada w stosunku do innych części Kłodzka stosunkowo młodą zabudowę, liczącą około stu lat, część z domów wielorodzinnych, położonych przy ulicy Kazimierza Przerwy-Tetmajera, jak i ulicy Wyspiańskiego, w tym zabudowania gospodarcze, zostało wpisanych do miejskiego rejestru zabytków.
W skład osiedla Krzyżna Góra wchodzi aktualnie 7 ulic:
- ul. Jaskółcza
- ul. Jasna
- ul. Myśliwska
- ul. Władysława Orkana
- ul. Ptasia
- ul. Kazimierza Przerwy-Tetmajera
- ul. Stanisława Wyspiańskiego (część)

## Gospodarka

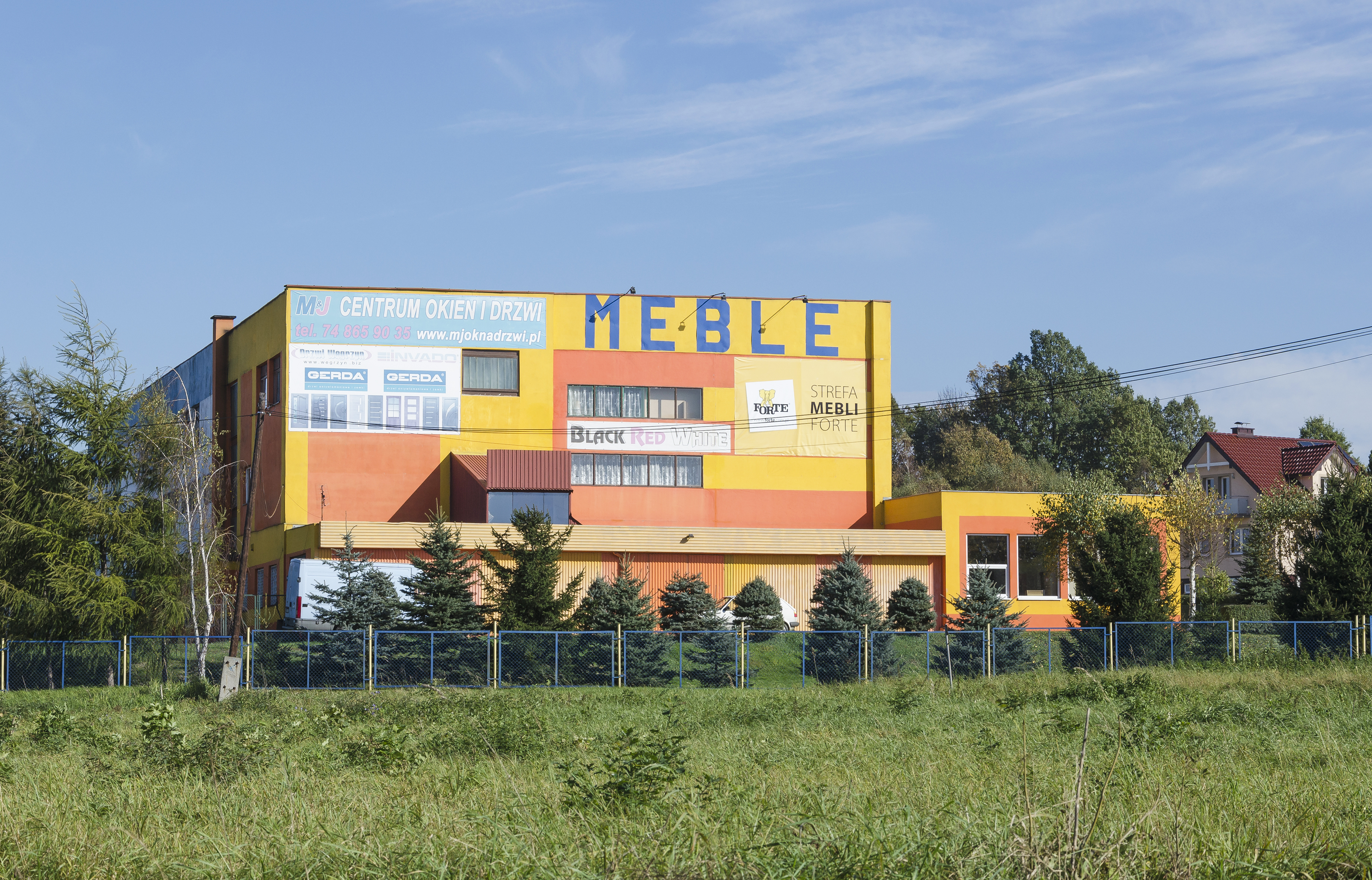
Sklep meblowy położony na terenie dawnego Przedsiębiorstwa Mechanizacji Rolnictwa

We wschodniej części osiedla, po drugiej stronie ul. Wyspiańskiego znajdowały się zakłady Przedsiębiorstwa Mechanizacji Rolnictwa i Spółdzielni Mleczarskiej. Zostały one zlikwidowane na początku lat 90. XX wieku wraz z transformacją gospodarczą. Obecnie na ich miejscu znajduje się kilka prywatnych przedsiębiorstw, w tym m.in. spółka „Pemer” przy ulicy Wyspiańskiego, zajmująca się wykonawstwem i montażem konstrukcji stalowych na terenie Dolnego Śląska.
Osiedle posiada własną infrastrukturę handlową. Przy ulicy Wyspiańskiej znajduje się sklep spożywczy abc, zaś przy ulicy Kazimierza Przerwy-Tetmajera „Lewiatan”, działa także sklep wędkarski.
Przy ulicy Wyspiańskiego działa prywatny dom opieki przeznaczony dla seniorów o nazwie „Majowy Sen”. Posiada on łącznie 77 miejsc w pokojach 1, 2, 3-osobowych oraz w apartamentach, oferując pobyty długoterminowe, czasowe, w tym poszpitalne i pooperacyjne.

## Turystyka i rekreacja
Wokół szczytu Krzyżnej Góry ulokowano ogródki działkowe – POD „Łączność”, będące ulubionym miejscem wypoczynku mieszkańców. Poza tym na jego zboczu w latach 70. XX wieku wybudowano Dom Działkowca, który wynajmowany jest na potrzeby imprez okolicznościowych, takich jak m.in.: komunie czy wesela.
Na samym szczycie Krzyżnej Góry znajduje się jedyne w Polsce młodzieżowe boisko piłkarskie, położone na płaskim wierzchołku. Posiada ono nietypowe wymiary, ponieważ odległość między bramkami wynosi nieco ponad 40 metrów. Powstało z inicjatywy lokalnych mieszkańców na przełomie lat 70. i 80. XX wieku.
Nową atrakcją dla osób miejscowych, jak i turystów odwiedzających Kłodzko jest położona przy ulicy Wyspiańskiego „Laserarena”. Jest to miejsce przeznaczone do gry w laserowy paintball.

## Infrastruktura

### Transport

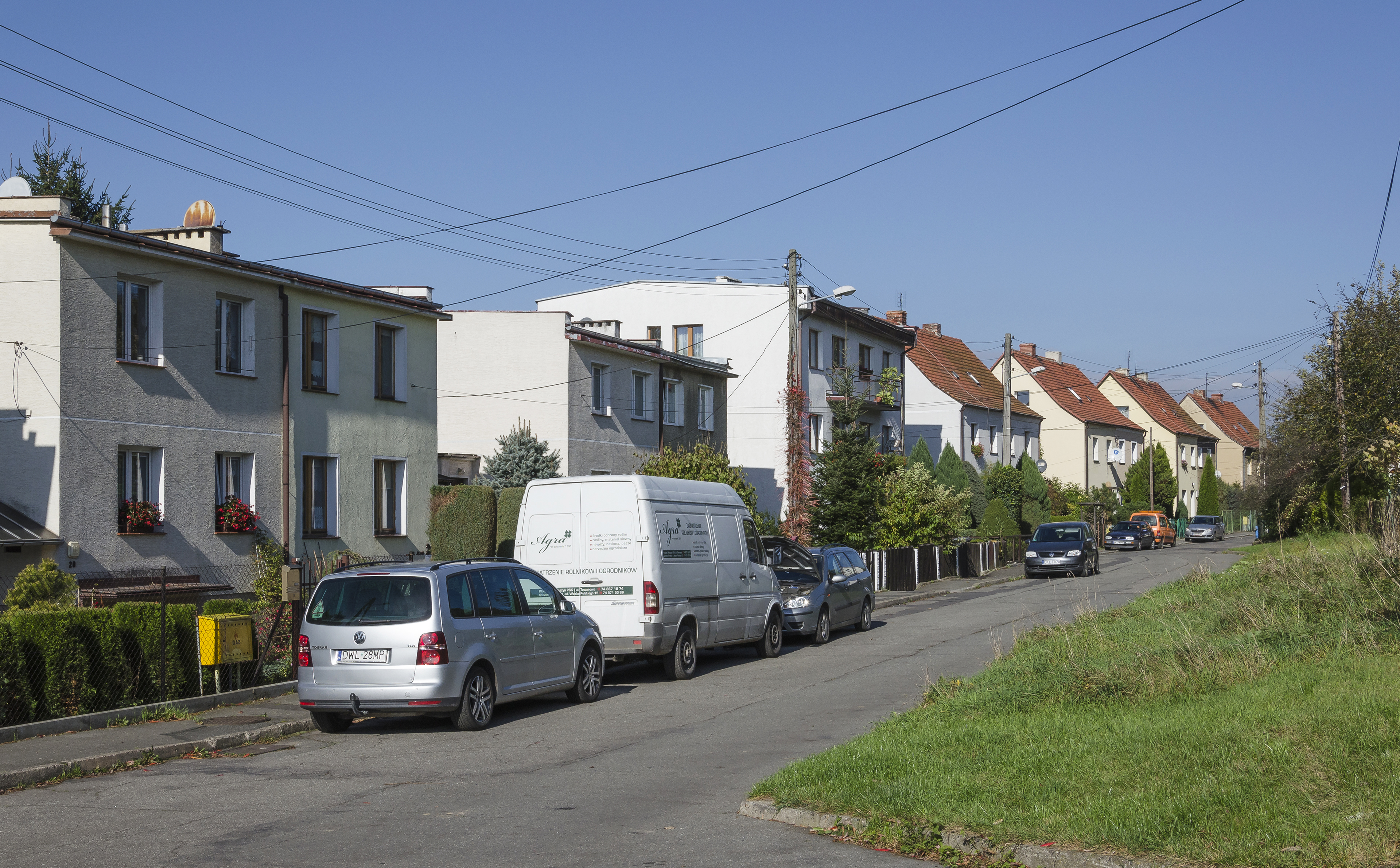
ulica Jasna z widoczną zabudową wielorodzinną z okresu przedwojennego oraz nowe bloki jednorodzinne, które powstały w okresie PRL-u

Główną arterię osiedla Krzyżna Góra stanowi ulica Wyspiańskiego, stanowiąca do 2018 roku fragment drogi krajowej nr 33, prowadzącej do Boboszowa i dalej granicy z Czechami, od której odchodzą pozostałe ulice, mające status dróg miejskich. Współcześnie ulica ma status drogi powiatowej o numerze 3227D, prowadzącej z Kłodzka do Ołdrzychowic Kłodzkich przez Jaszkowę Dolną, Jaszkowę Górą oraz Droszków. Pomimo oddania do użytku wspomnianej wyżej obwodnicy Kłodzka, należy ona wciąż do jednej z najczęściej uczęszczanych dróg w mieście.
Przez wschodni obszar osiedla przechodzi linia kolejowa nr 276 z Wrocławia Głównego do Międzylesia. Odcinek tej trasy prowadzący z Kłodzka do granicy powstał w latach 1874–1875. Na obszarze Krzyżnej Góry znajduje się posterunek odgałęźny Kłodzko Nowe, od którego swój początek bierze linia kolejowa nr 309 do Kudowy-Zdroju.

### Komunikacja

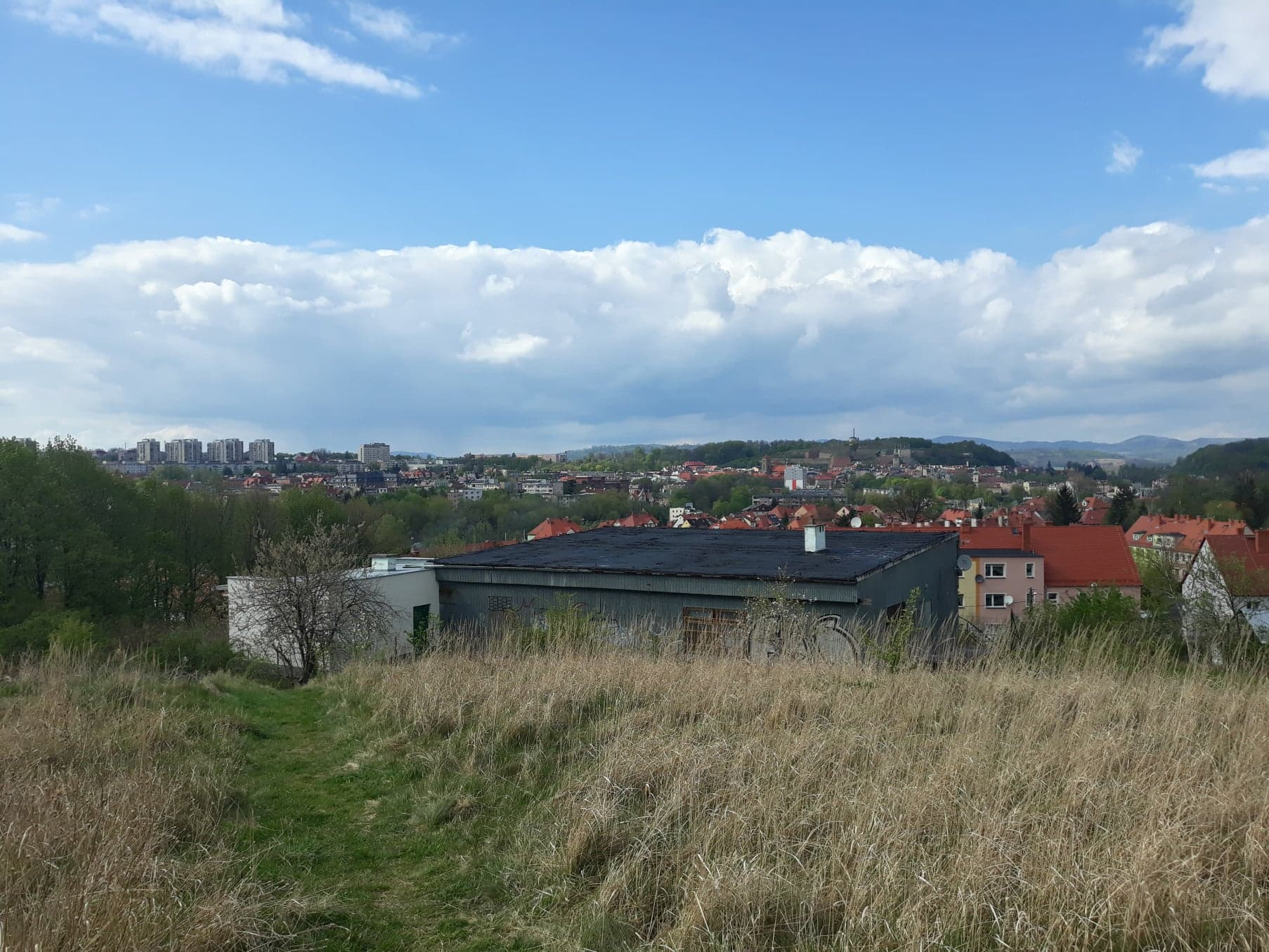
Szczyt Krzyżnej Góry w Kłodzku z widokiem na Stare Miasto i położony poniżej Dom Działkowca

Komunikację miejską na terenie Kłodzka obsługiwał od początku lat 90. XX wieku prywatny przewoźnik, A-Vista. Przez teren osiedla przebiegała linia numer 3, jednak zlikwidowano ją wskutek małej liczby pasażerów pod koniec tej samej dekady. W lutym 2019 roku A-Vista ponownie uruchomiła przewozy pasażerskie osób przez osiedle Krzyżna Góra, w ramach linii podmiejskiej, kursującej na trasie: Kłodzko' – Jaszkowa Dolna, jednak po czterech miesiącach zawiesiła kursowanie busów z tego samego powodu.
Przez osiedle przebiegają także trasy komunikacji podmiejskiej i dalekobieżnej prywatnego przewoźnika Beskid Przewozy oraz PKS Kłodzko. Korzystają oni z przystanku umiejscowionego na terenie osiedla: Kłodzko, ul. Wyspiańskiego.

### Bezpieczeństwo
W zakresie ochrony przeciwpożarowej oraz innych miejscowych zagrożeń – mieszkańcy osiedla Krzyżna Góra podlegają pod rejon działania Komendy Powiatowej Straży Pożarnej, Komendy Powiatowej Policji w Kłodzku – V Rejon Służbowy, straży miejskiej V Rejon Służbowy.